# Pseudorthodes irrorata
Pseudorthodes irrorata là một loài bướm đêm trong họ Noctuidae.